# Kauaiina ioxantha
Kauaiina ioxantha là một loài bướm đêm thuộc họ Geometridae. Nó là loài đặc hữu của Kauai.